# Café Het Proeflokaal
Café Het Proeflokaal is een voormalig woonhuis aan de Parade in de binnenstad van de Nederlandse plaats Venlo. Later werd het verbouwd tot café.

## Geschiedenis
Onduidelijk is wanneer het pand werd gebouwd.
In 1906 werd het werd het pand verbouwd in neorenaissance-stijl met neoromaanse elementen. De gebeeldhouwde onderdelen zijn waarschijnlijk verwijzingen naar voormalige gildehuizen.

## Bouwwerk
Het pand bestaat uit drie bouwlagen met dakverdieping. Op de begane grond heeft het een winkelpui, daarboven is het uitgevoerd in oranje baksteen met zwarte stenen als versiering. De eerste verdieping bevat een venster met drielobboog waarbij het blinde boogveld versierd is met een steen/tegelpatroon. De tweede verdieping heeft twee rondboogvensters die samen met de tussenliggende muurdam verdiept zijn geplaatst, maar de rondboog zelf in lijn met de gevel is, tussen de vensters rustende op een console. Onder de dakrand is er een rondboogfries.